# Karlsborgs samrealskola
Karlsborgs samrealskola var en realskola i Karlsborg verksam från 1923 till 1964.

## Historia
Skolan inrättades 1920 som en högre folkskola som  1923 ombildades till en kommunal mellanskola. Denna ombildades från 1946 successivt till Karlsborgs samrealskola. 
Realexamen gavs från 1924 till 1964.
Skolbyggnaden uppfördes 1941–1942 och utökades 1955 och används numera av Carl Johan skolan.